# Irazukolibrie
De Irazukolibrie (Panterpe insignis) is een vogel uit de familie Trochilidae (kolibries).

## Verspreiding en leefgebied
Deze soort komt voor in Costa Rica en westelijk Panama en telt twee ondersoorten:
- P. i. eisenmanni: noordwestelijk Costa Rica.
- P. i. insignis: het noordelijke deel van Centraal-Costa Rica tot westelijk Panama.

## Status
De grootte van de populatie is in 2019 geschat op 50-500 duizend volwassen vogels. Op de Rode lijst van de IUCN heeft deze soort de status niet bedreigd.  